# 赤沢温泉
赤沢温泉（あかざわおんせん）は、静岡県伊東市にある温泉。

## 泉質
- 単純温泉
- 硫酸塩泉

## 温泉街
日帰り入浴施設を併設した「赤沢温泉ホテル」とリゾートコテージ「ルネッサ赤沢」が存在。また海沿いに露天風呂がある。

## 歴史
近年、DHCによる温泉リゾート開発が行われていた。
以前販売されていた会員権では食事なしでスタンダードの部屋が3200円、食事ありでスタンダードが2500円で宿泊できた。
DHCは2023年1月31日にオリックス傘下となったが、リゾートホテル事業については承継の対象外となっていた。赤沢温泉郷の事業はDHC創業者の吉田嘉明が代表を務める「株式会社赤沢温泉郷」に承継されたが、2024年12月2日にカトープレジャーグループが株式会社赤沢温泉郷および株式会社赤沢漁業の全株式を取得したことを発表した。

## アクセス
- 鉄道：伊豆急行線伊豆高原駅下車